# Église Saint-Léger de Champagné-le-Sec
Pour les articles homonymes, voir Église Saint-Léger.
L'église Saint-Léger est une église catholique située à Champagné-le-Sec, en France.

## Localisation
L'église est située dans le département français de la Vienne, sur la commune de Champagné-le-Sec.

## Historique
L'existence de l'église dès le haut Moyen Âge semble attestée par les nombreux sarcophages formant l'enclos devant la façade occidentale.
Au milieu du XIIe siècle, et peut-être avant, elle dépendait de l'archiprêtré de Chaunay. C'est sans doute vers la fin du XIIe siècle que fut construit l'édifice actuel. Dans son ensemble, l'église est, donc, de style roman.
Au cours du XVIIe siècle, les ouvertures de la partie sud de l'édifice furent modifiées.
Le clocher fut construit au cours du XVIIIe siècle. En 1865, il était encore couvert de bardeaux.
La couverture en lauzes, dites platins, a été entièrement refaite en 1885.
Une sacristie avait été construite contre le flanc sud de l'édifice durant cette même période. Elle a été récemment détruite.
L'édifice est classé au titre des monuments historiques en 1985.

## Description

### Aspect extérieur

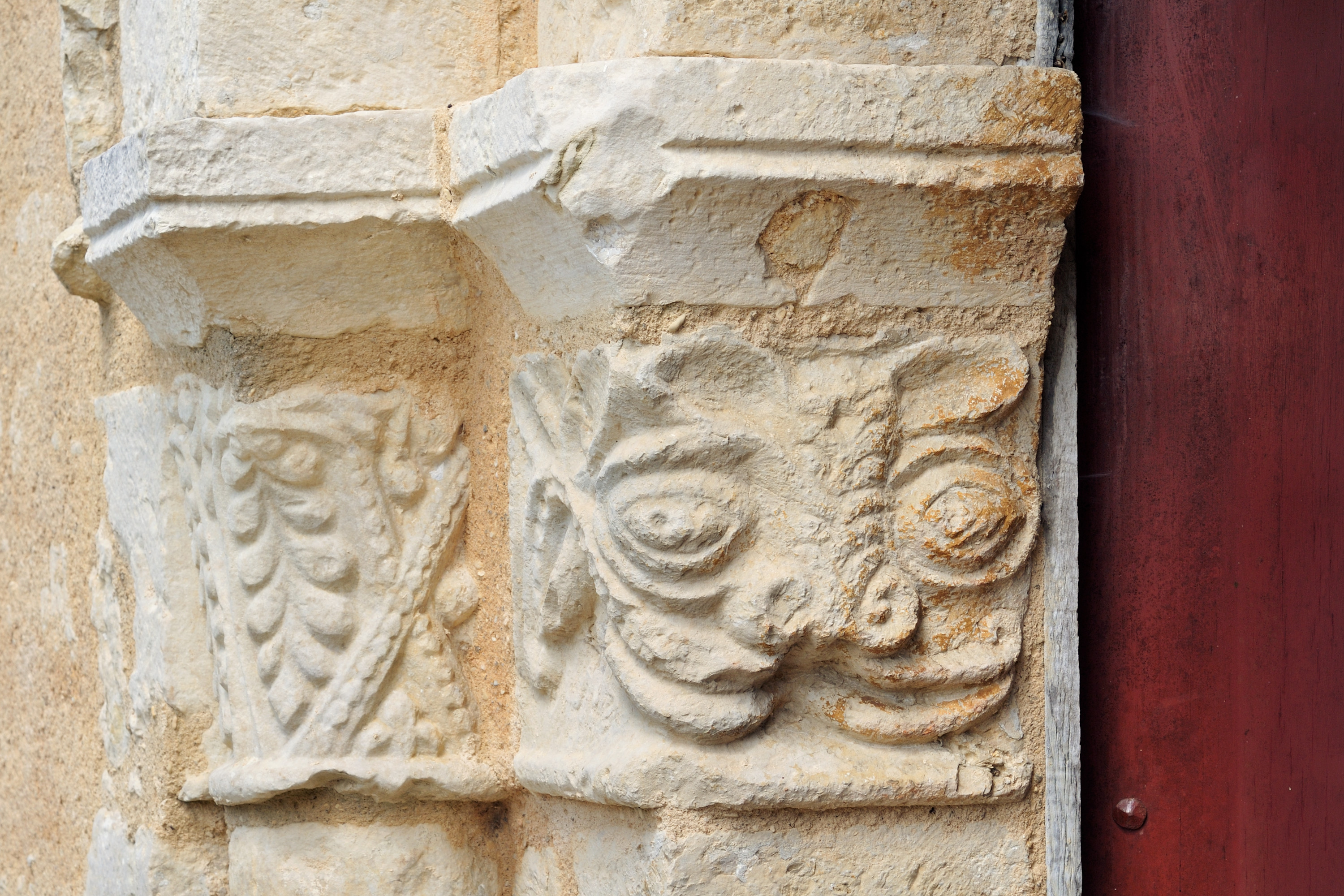
Chapiteaux du portail ouest.

L'appareil est moins soigné pour la nef que pour le chœur.
La façade occidentale a pour seul ornement les chapiteaux à feuillages et à engoulant de la porte. Cette décoration est d'inspiration saintongeaise.
L'église a pour particularité d'avoir un toit en lauze, c'est-à-dire un toit composé de pierres plates, très original en Poitou. On retrouve ce type de couverture sur les églises du sud du Poitou comme celles de Brux ou celle de Saint-Sauvant. La couverture a été restaurée dans les années 1990.

### Intérieur de l'édifice
L'église est composée d'une nef à vaisseau unique. Elle est structurée par trois travées. Elle se termine par un chœur formé d'une abside semi-circulaire masqué par un retable. Le chœur est précédé d'une travée droite. La nef et la travée du chœur sont couvertes par une voûte en berceau brisé supportée par des arcs doubleaux. Ces derniers retombent sur des piliers engagés de simple section rectangulaire.
Pour recevoir le poids de ces voûtes, les murs nord et sud ont été doublés intérieurement par de grandes arcades aveugles. C'est une solution que l'on retrouve souvent dans les églises villageoises du sud du Poitou. La nef était éclairée à l'origine que par l'étroite fenêtre haute de la façade.
L'abside est couverte d'un cul-de-four. Elle est éclairée par une baie centrale soulignée par un arc supporté par des chapiteaux sculptés. C'est le seul élément de décor intérieur sculpté de l'édifice.
La travée droite du chœur comportait deux fenêtres symétriques. Celle du sud dont l'arc présente une mouluration plus riche a été bouchée lors de l'installation du retable qui date du XVIIe siècle. Une restauration récente a permis de lui redonner sa fonction.

## Peintures
Les |peintures datent des XIIIe, XVe et XVIe siècles. Elles ont été restaurées entre 2000 et 2004.
Les peintures représentent:
- Saint Jacques le Majeur,
- Une piéta
- Le miracle de Saint Éloi,
- La Vierge à l'Enfant allaitant,
- La légende du prêtre Théophile,
- La Nativité
- Un christ en gloire,datant de la fin du XIIIe siècle
- Les Évangélistes
- Le martyre de saint Sébastien.

Les armes des Saint-Georges de Vérac sont peintes sur la partie haute du mur nord de la nef, comme au mur ouest de l'église voisine de Brux. Cette litre funéraire date de 1705.